# Delta Music
Delta Music is een Duits platenlabel, dat in 1970 werd opgericht door Philippe Sautot en Jürgen Moll. Het label brengt muziek (opnieuw) uit in allerlei genres, waaronder klassieke muziek, rock en popmuziek, jazz, wereldmuziek, country, reggae en schlagers, naast bijvoorbeeld kinderliedjes, audioboeken en relax- en meditatie-cd's. Een sublabel van Delta Music is het budgetlabel LaserLight Digital. 